# Camponotus mocsaryi
Camponotus mocsaryi är en myrart som beskrevs av Auguste-Henri Forel 1902. Camponotus mocsaryi ingår i släktet hästmyror, och familjen myror. Inga underarter finns listade.